# 윤상정
윤상정(1998년 1월 17일 ~ )은 대한민국의 배우이다.

## 생애
윤상정1998년 1월 17일 태어나 계원예술고등학교 연극영화과를 거쳐 국민대학교 법학과 재학중에 있으며 본래 대학에 연극영화과로 진학했지만 "업으로 하는 연기와 대학에서의 전공이 꼭 같을 필요는 없다고 생각했어요. 다양한 학문을 배워보고 싶었고 법학은 현실에서 필요가 많을 것 같았어요" 라는 이유로 법학부로 전과했다고 하며
MBTI가 ENFP라고 하며 가끔 INFP와 번갈아 나올 때가 있다고 한다. 그리고 학원 선생님으로 근무한 경력이 있다.

## 학력
- 계원예술고등학교 연극영화과 (졸업)
- 국민대학교 법과대학 법학과 (졸업)

## 출연작

### 영화
- 《그녀의 씬》 (2019년) - 지현 역
- 《유열의 음악앨범》 (2019년) - 윤 알바 역
- 《나만 없어 고양이》 (2019년) - 나래 친구 1 역
- 《까치까치 설날은》 (2018년)
- 《채워라 60시간!》 (2014년)

### 드라마
| 연도 | 방송    | 제목             | 역할   | 비고 |
| ---- | ------- | ---------------- | ------ | ---- |
| 2019 | Youtube | 짧은 대본        | 이나   |      |
| 2021 | Youtube | 작가실종사건     | 이유리 |      |
| 2021 | tvN     | 너는 나의 봄     | 민아리 |      |
| 2021 | SBS     | 그 해 우리는     | 지예인 |      |
| 2022 | SBS     | 사내 맞선        | 김혜지 |      |
| 2022 | tvN     | 별똥별           | 채은수 |      |
| 2023 | tvN     | 패밀리           | 이미림 |      |
| 2023 | Netflix | 너의 시간 속으로 | 성혜미 |      |
| 2025 | TVING   | 스터디그룹       | 최희원 |      |

### 예능
- 《롤러코스터 리부트》 (2020년, tvN)

### 광고
- 잇퓸